# Eagle (cratera)

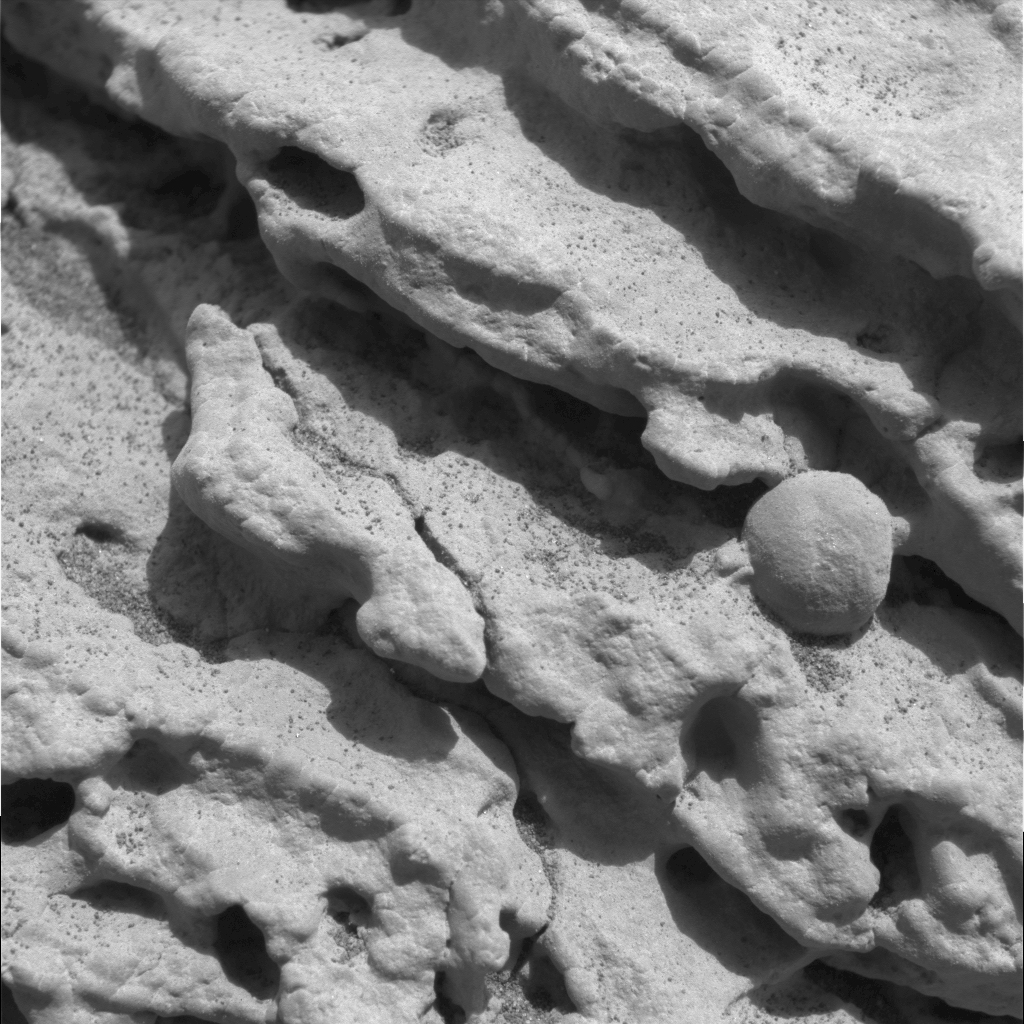
Detalhe do afloramento rochoso

A cratera Eagle (lit. "Águia", em inglês) se localiza em Marte, e é onde o aterrissador do Opportunity pousou em 24 de janeiro de 2004 (horário UTC).
Esta cratera está localizada em uma região próxima do equador de Marte denominado de Meridiani Planum, local onde sondas orbitais revelaram existirem extensos afloramentos de hematita, mineral este que geralmente só se forma em presença de água.
A pequena cratera tem 22 metros de diâmetro e ao longo de sua parede interna existe um interessante e oportuno afloramento rochosos, que foi longamente estudado pelo veículo explorador geológico Opportunity, permanecendo cerca de dois meses no seu interior, antes de sair da cratera.
Esta cratera está situada uns 600 metros de distância de uma cratera maior, a cratera Endurance, que também foi explorada internamente pelo Opportunity.
O interior da cratera é plano e se constituí em um bom local de pouso, além de ser um excelente local para pesquisa geológica. Os cientistas ficaram bastante satisfeitos ao encontrarem a poucos metros do local de pouso, um afloramento rochoso que demonstrou ter sofrido a ação da água, em um remoto passado de Marte.
Destaca-se no afloramento rochoso sobre a existências junto as rochas, de pequenas esferas unidas a elas. Denominada de cereja, estas formação rochosa parece ter se unido as rochas pouco tempo depois de sua formação e se destaca por ser mais dura que o material que compõem a rocha. O solo ao redor da Cratera Eagle é todo plano coberto de suaves dunas com uma ou outra falha da cobertura do solo arenoso, revelando ao fundo o piso rochoso que também se apresenta bastante plano, semelhante à de um piso de cerâmica.
O nome da cratera é em honra a primeira espaçonave a pousar na Lua, que se denominava Eagle; isso foi em julho de 1969. Além da a águia ser o símbolo dos Estados Unidos.
O espectrômetro de raio-X do veículo Opportunity, revelou uma alta concentração de enxofre no afloramento rochoso da Cratera Eagle.
Steve Squyres, principal coordenador de operações dos instrumentos científicos da Opportunity disse: Água líquida fluiu outrora por estas rochas. Mudou a sua textura e mudou a sua química.
O veículo Opportunity ficou por três semanas analisando as rochas desta cratera e foram elas as primeiras a acusarem a ação da água no Planeta Marte, apesar de ter pousado três semanas após a chegada do veículo Spirit.

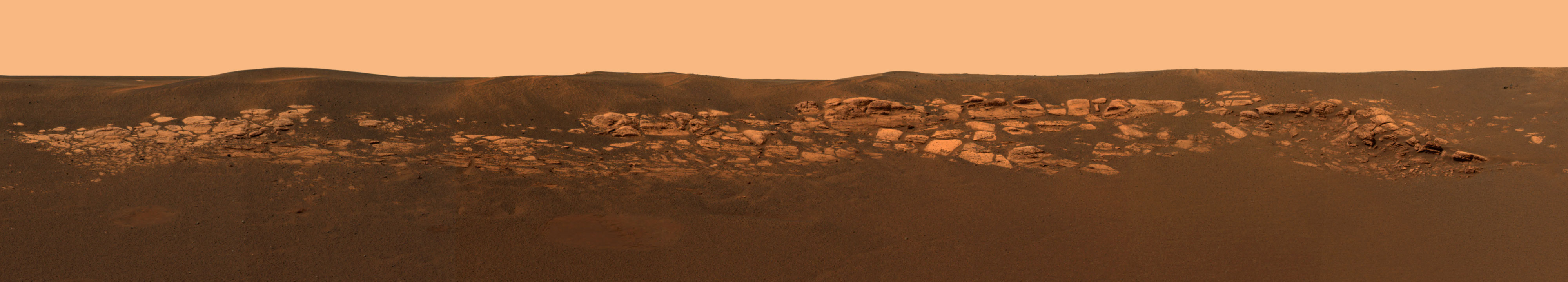
Vista geral do afloramento rochoso do interior da Cratera Eagle